# Франс де Вренґ
Франс де Вренґ (нід. Frans de Vreng, 11 квітня 1898 — 13 березня 1974) — нідерландський велогонщик.
Бронзовий призер Олімпійських Ігор 1920 року в гонці на 2000 м на тандемах.